# Basketball-Amerikameisterschaft 2013
Die Basketball-Amerikameisterschaft 2013 (offiziell: Campeonato FIBA Americas 2013 (englisch The FIBA Americas Championship 2013)) war die 16. Auflage dieses Turniers und fand vom 30. August bis zum 11. September 2013 in der venezolanischen Hauptstadt Caracas statt. Bei dem Turnier ging es neben der Kontinentalmeisterschaft für nationale Auswahlmannschaften der Herren des Kontinentalverbands FIBA Amerika gleichzeitig um die Qualifikation zur Basketball-Weltmeisterschaft 2014. Von den zehn teilnehmenden Mannschaften qualifizierten sich die vier Halbfinalisten direkt für die Weltmeisterschaften. Da Olympiasieger Vereinigte Staaten bereits direkt für die Weltmeisterschaften qualifiziert waren, verzichtete man auf eine Teilnahme an den Kontinentalmeisterschaften. Die Spiele wurden ausschließlich im Poliedro de Caracas ausgetragen. Erstmals bei einer Amerikameisterschaft gewann die Auswahl Mexikos den Titel.

## Teilnehmer
Die Qualifikation richtet sich nach den regionalen Subzonen des Kontinentalverbands. Qualifiziert sind neben den nordamerikanischen Mannschaften Vereinigte Staaten und Kanada die Medaillengewinner der letzten vorausgegangenen Zentralamerikameisterschaft „Centrobasket“ und Basketball-Südamerikameisterschaft. Ist der Gastgeber der Amerikameisterschaft unter den Halbfinalisten dieser Regionalmeisterschaften oder als nordamerikanischer Teilnehmer gesetzt, so sind auch alle Halbfinalisten für die Kontinentalmeisterschaften qualifiziert.

### Nordamerika
- Kanada

### Zentralamerika & Karibik
- Dominikanische Republik (Sieger Centrobasket 2012)
- Puerto Rico (Finalist Centrobasket 2012)
- Jamaika (Bronzemedaille Centrobasket 2012)
- Mexiko (Sieger Campeonato FIBA COCABA 2013 und Nachrücker für  Panama)[1]

### Südamerika
- Argentinien (Titelverteidiger & Sieger Campeonato Sudamericano 2012)
- Venezuela (Gastgeber & Finalist Campeonato Sudamericano 2012)
- Uruguay (Bronzemedaille Campeonato Sudamericano 2012)
- Brasilien (Halbfinalist Campeonato Sudamericano 2012 & Nachrücker für den als Gastgeber bereits qualifizierten Silbermedaillengewinner)
- Paraguay (Fünfter Campeonato Sudamericano 2012 & Nachrücker für die  Vereinigten Staaten)

## Modus
Beim Turnier wurde eine Vorrunde in zwei Gruppen zu je fünf Mannschaften als Rundenturnier ausgetragen. Die beiden am schlechtesten platzierten Mannschaften der Vorrunde schieden anschließend aus dem Turnier aus, während die anderen Mannschaften unter Mitnahme ihrer Vorrundenergebnisse eine Zwischenrunde als Fortführung des Rundenturniers gegen die besten vier Mannschaften der anderen Vorrundengruppe ausspielten. Die besten vier Mannschaften dieser Zwischenrunde qualifizierten sich für die Weltmeisterschaften und spielten in der Endrunde im K.-o.-System die Medaillen der Kontinentalmeisterschaften untereinander aus.

## Vorrunde
Die Spiele der Vorrunde fanden zwischen dem 30. August und dem 3. September 2013 statt.

### Gruppe A
| Nation         | Sp | S | N | P+  | P-  |
| -------------- | -- | - | - | --- | --- |
| 1. Puerto Rico | 4  | 4 | 0 | 336 | 283 |
| 2. Kanada      | 4  | 3 | 1 | 336 | 276 |
| 3. Uruguay     | 4  | 2 | 2 | 283 | 325 |
| 4. Jamaika     | 4  | 1 | 3 | 290 | 317 |
| 5. Brasilien   | 4  | 0 | 4 | 276 | 320 |

### Gruppe B
| Nation                     | Sp | S | N | P+  | P-  |
| -------------------------- | -- | - | - | --- | --- |
| 1. Argentinien             | 4  | 3 | 1 | 342 | 300 |
| 2. Mexiko                  | 4  | 3 | 1 | 314 | 280 |
| 3. Venezuela               | 4  | 2 | 2 | 272 | 277 |
| 4. Dominikanische Republik | 4  | 2 | 2 | 300 | 281 |
| 5. Paraguay                | 4  | 0 | 4 | 249 | 339 |

*Die Partie Paraguay gegen Dominikanische Republik musste beim Stand von 54:83 vier Minuten und 23 Sekunden vor dem Ende wegen eines Stromausfalles abgebrochen werden. Das Spiel wurde nicht wieder aufgenommen und ging mit diesem Ergebnis in die Wertung ein. Die Niederlage Paraguays bedeutete das Ausscheiden der Mannschaft nach der Vorrunde aus dem Turnier, daher war das tatsächliche Endergebnis auch ohne Belang für das Ausspielen der Zwischenrunde.

## Zwischenrunde
Die Spiele der Zwischenrunde, die die vier Teilnehmer an den Weltmeisterschaften ermitteln, fanden zwischen dem fünften und achten September 2013 statt. Die mitgenommenen Ergebnisse der Vorrunde sind kursiv gekennzeichnet.
| Nation               | Sp | S | N | P+  | P-  |
| -------------------- | -- | - | - | --- | --- |
| 1. Mexiko            | 7  | 5 | 2 | 482 | 466 |
| 2. Dominik. Republik | 7  | 5 | 2 | 561 | 523 |
| 3. Puerto Rico       | 7  | 5 | 2 | 528 | 482 |
| 4. Argentinien       | 7  | 4 | 3 | 564 | 545 |
| 5. Venezuela         | 7  | 4 | 3 | 511 | 501 |
| 6. Kanada            | 7  | 3 | 4 | 534 | 499 |
| 7. Uruguay           | 7  | 1 | 6 | 482 | 584 |
| 8. Jamaika           | 7  | 1 | 6 | 527 | 589 |

## Medaillenrunde
Die Spiele der Medaillenrunde fanden am zehnten und elften September 2013 statt.
|  | Halbfinale    | Halbfinale          | Halbfinale    |   |        | Finale           | Finale              | Finale           |
|  |               |                     |               |   |        |                  |                     |                  |
|  | 10. September |                     |               |   |        |                  |                     |                  |
|  | 1             | Mexiko              | 76            |   |        |                  |                     |                  |
|  | 4             | Argentinien         | 70            |   |        | 11. September    | 11. September       | 11. September    |
|  |               |                     |               | 1 | Mexiko | 91               |                     |                  |
|  | 10. September | 10. September       | 10. September |   | 3      | Puerto Rico      | 89                  |                  |
|  | 2             | Dominikanische Rep. | 67            |   |        |                  |                     |                  |
|  | 3             | Puerto Rico         | 79            |   |        | Spiel um Platz 3 | Spiel um Platz 3    | Spiel um Platz 3 |
|  |               |                     |               |   |        | 2                | Dominikanische Rep. | 93               |
|  | 4             | Argentinien         | 103           |   |        |                  |                     |                  |
|  |               |                     |               |   |        | 11. September    |                     |                  |